# 束髮 (印度神話)
束髮（梵語：शिखण्डी），是印度史詩《摩訶婆羅多》中的一位角色。

## 传说
《摩訶婆羅多》中，束髮為般度族的戰將，是迦尸國公主安芭的轉世。俱盧太子毗濕摩在放棄繼承權之後，為異母弟弟奇武王而前往迦尸國參加選婿大典（搶親活動），並帶回了大公主安芭、二公主安必迦和三公主安波利迦。然而安芭已經有心上人，即娑婆羅國王沙魯瓦，但沙魯瓦認為她已被人搶走，而不願迎娶；毗濕摩也因為自己的誓言而拒絕安芭的倒追。羞憤交加的安芭從此對毗濕摩恨之入骨，遂自焚而死。她轉世成為木柱王的女兒，般遮羅國公主束髮，後與一位男夜叉蘇由那交換性別，成為般度族的勇士，投身於俱盧之戰中，誓言殺掉毗濕摩。